# 16 tấn vàng của Việt Nam Cộng hòa
Khi nhà nước Việt Nam Cộng hòa sụp đổ vào tháng Tư năm 1975, trong ngân khoản dự trữ của chính phủ Việt Nam Cộng hòa cất trong Ngân hàng Quốc gia Việt Nam có 16 tấn vàng, gồm có 1.234 thoi vàng với trị giá 71,658 triệu đô la Mỹ, theo giá vàng tại thời điểm đó.
16 tấn vàng này gắn liền với tin đồn xuất phát từ một số tờ báo phương Tây rằng Tổng thống Nguyễn Văn Thiệu trong giai đoạn sụp đổ của chế độ đã đem theo khi chạy ra nước ngoài vào năm 1975. Thực ra, Nguyễn Văn Thiệu đã có kế hoạch chuyển 16 tấn vàng này ra nước ngoài (với sự giúp sức của Mỹ) để mua vũ khí, nhưng kế hoạch này đã bất thành do ông Thiệu phải từ chức trước khi kế hoạch được thực hiện. Sau sự kiện 30 tháng 4 năm 1975, 16 tấn vàng này do chính quyền mới tiếp quản.

## Bối cảnh
Vào tháng 3 và tháng 4 năm 1975, các tuyến phòng thủ của Quân lực Việt Nam Cộng hòa liên tục sụp đổ trước cuộc tổng tấn công của Quân giải phóng miền Nam Việt Nam. Trong khi đó, Quốc hội Mỹ từ chối đề nghị của Chính phủ Mỹ về việc viện trợ quân sự khẩn cấp, khiến cho Việt Nam Cộng hòa đứng trước nguy cơ sụp đổ hoàn toàn.

## Những dự định củaViệt Nam Cộng hòa

### Kế hoạch dùng 16 tấn vàng để mua vũ khí
Để cứu vãn sự sụp đổ hoàn toàn hay ít ra cũng làm chậm nó, từ đầu tháng 4/1975, khi hy vọng được Mỹ viện trợ khẩn cấp đã gần như không còn, Tổng thống Nguyễn Văn Thiệu đã lập một kế hoạch khác để vay tiền cho Việt Nam Cộng hòa. Ông cử ngoại trưởng Vương Văn Bắc bay sang Ả Rập Xê Út, đề nghị quốc vương Haled tiếp tục đồng ý cho Việt Nam Cộng hòa vay tiền như phụ vương của ông ta (vua Faisal) đã hứa trước khi bị hạ sát. Nhưng để đạt được giải pháp tài chính nhanh hơn nữa, Nguyễn Văn Thiệu cử tổng trưởng kế hoạch Nguyễn Tiến Hưng ngày 15 tháng 4 bay sang Mỹ để cùng ngoại trưởng Vương Văn Bắc xúc tiến vận động hành lang để vay 3 tỉ USD từ chính phủ Mỹ, với 4 khoản thế chấp là tài nguyên dầu hỏa và nông nghiệp của Việt Nam Cộng hòa, số tiền mấy trăm triệu USD mà quốc vương Haled hứa cho vay, và 16 tấn vàng dự trữ đang nằm trong hầm của Ngân hàng Quốc gia ở bến Chương Dương. Theo ông Nguyễn Tiến Hưng, thư ông Thiệu gửi Tổng thống và Quốc hội Hoa Kỳ có đoạn: "Tôi trân trọng thỉnh cầu Ngài kêu gọi Quốc hội cho Việt Nam Cộng hòa vay dài hạn 3 tỷ đô la, chia làm ba năm, lãi suất do Quốc hội ấn định, và xin triển hạn 10 năm trước khi trả vốn và lời. Tài nguyên dầu hoả và canh nông của Việt Nam Cộng hòa sẽ dùng làm tiền thế chân cho món nợ này. Món nợ giúp chúng tôi chống xâm lăng và cho chúng tôi cơ hội để tồn tại như một quốc gia tự do".
Cũng từ đầu tháng 4, Nguyễn Tiến Hưng đã đề nghị giải pháp dùng vàng dự trữ để mua vũ khí cho Quân lực Việt Nam Cộng hòa như là "nỗ lực phòng thủ cuối cùng" và đề xuất các phương pháp chuyển tiền ra nước ngoài. Số vàng dự trữ lúc đó còn 16 tấn, trị giá khoảng 220 triệu USD (theo giá vàng lúc đó) được giao cho Thống Đốc Ngân hàng Quốc gia Lê Quang Uyển phụ trách chuyển ra ngoại quốc để thế chấp. Ông Uyển lập tức liên lạc với các hãng hàng không TWA, Pan Am và Hãng bảo hiểm Lloyd's ở Luân Đôn. Nhưng thông tin bị lộ ra ngoài. Ngày 5 tháng 4, một số tờ báo nước ngoài đã bắt đầu đăng tải những bản tin sốt dẻo đó, với sự ám chỉ về một âm mưu chiếm đoạt của tổng thống Nguyễn Văn Thiệu.
Các tờ báo lớn có phóng viên thường trú tại Sài Gòn đưa tin "tổng thống Nguyễn Văn Thiệu chuẩn bị mang 16 tấn vàng ra khỏi Việt Nam". Không chỉ BBC, AP, mà nhiều tờ báo khác như Los Angeles Times lúc đó cũng đăng tin. Báo chí Việt Nam Cộng hòa cũng đưa tin về sự kiện này. Tờ Chính Luận ngày 16 tháng 4 đăng tuyên bố của phát ngôn viên chính phủ: "Hoàn toàn là tin thất thiệt, đầy ác ý, cố ý bôi nhọ". Và: "Tình trạng loan tin thất thiệt và cố ý bôi lọ của các hãng thông tấn và báo chí ngoại quốc loan đi không phải mới xảy ra mà đã kéo dài từ lâu".
Kế hoạch chuyển vàng đi Thụy Sĩ vì thế đã bị vỡ. Các hãng hàng không và bảo hiểm quốc tế từ chối phi vụ này vì sợ bị dư luận chỉ trích.
Đại sứ Mỹ Graham Martin can thiệp để giúp chuyển vàng đi. Để hy vọng làm tan đi mối nghi ngờ xung quanh vụ việc, Martin thuyết phục Nguyễn Văn Thiệu gửi vàng vào Ngân hàng Dự trữ Liên bang tại New York (Federal Reserve Bank of New York), nơi nhiều nước khác cũng gửi tài sản. Nguyễn Văn Thiệu đồng ý.
Ngày 16 tháng 4, đại sứ Martin đã điện về Washington xin một chuyến bay quân sự đặc biệt được bảo hiểm để chở số vàng đó đi New York. Nhưng không quân Mỹ và Ngân hàng dự trữ liên bang New York đã không dễ dàng tìm được hợp đồng bảo hiểm cho một khối tài sản lớn như thế từ một nước đang có chiến tranh. Cuối cùng thì vấn đề bảo hiểm cũng được dàn xếp xong.. Sáng ngày 25 tháng 4, một chiếc máy bay quân sự từ căn cứ Clark (Philippines) đáp xuống sân bay Tân Sơn Nhứt tại Sài Gòn, sẵn sàng bốc 16 tấn vàng ra khỏi Việt Nam "trước 7 giờ sáng ngày 27 tháng 4".

### Kế hoạch chuyển vàng bất thành
Tuy nhiên, sau sự sụp đổ của Xuân Lộc - tuyến phòng thủ cuối cùng cho Sài Gòn, người đưa ra quyết định chuyển vàng ra nước ngoài là Tổng thống Nguyễn Văn Thiệu đã phải từ chức do sức ép lớn từ các tướng dưới quyền như Trần Văn Đôn, Cao Văn Viên, thủ tướng Nguyễn Bá Cẩn, bộ trưởng kinh tế Nguyễn Văn Hào. Dù ông Thiệu đã từ chức không còn quyền hành gì, nhưng nhiều người vẫn không muốn sự có mặt của ông tại Sài Gòn trong những ngày căng thẳng đó. Tân tổng thống Trần Văn Hương khuyên ông nên sớm rời khỏi Việt Nam.
Đêm 25 tháng 4, với sự hộ vệ của các nhân viên CIA Mỹ, cùng với cựu thủ tướng Trần Thiện Khiêm, Nguyễn Văn Thiệu ra đi với tư cách là đặc sứ của Việt Nam Cộng hòa đến Đài Bắc để phúng điếu Tưởng Giới Thạch (qua đời ngày 5 tháng 4). Ông không còn quyền lực gì đối với 16 tấn vàng khi đó vẫn nằm nguyên trong hầm chứa của Ngân hàng Quốc gia Việt Nam. Còn dư luận thì vẫn bán tín bán nghi về tin đồn tổng thống mang vàng đi, dù đã có tuyên bố cải chính của chính phủ Việt Nam Cộng hòa ngày 16 tháng 4.
Khi Nguyễn Văn Thiệu hết quyền Tổng thống, những người có thẩm quyền lúc đó đã không chịu làm theo ý ông Thiệu nữa. Tiến sĩ kinh tế Nguyễn Văn Hảo, cựu phó thủ tướng đặc trách sản xuất kiêm tổng trưởng canh nông và kỹ nghệ thời chính phủ Nguyễn Bá Cẩn, lúc đó là người giữ liên lạc giữa Sài Gòn và sứ quán Mỹ, hoàn toàn không muốn chuyển 16 tấn vàng ra khỏi Việt Nam.
Trong Hồ sơ mật dinh Độc Lập, tác giả Nguyễn Tiến Hưng viết: Nguyễn Văn Hảo vào gặp tổng thống Trần Văn Hương và dọa rằng: "Nếu tổng thống cho phép chuyển số vàng ấy ra ngoại quốc thì trong trường hợp tướng Minh (tức ông Dương Văn Minh) lên thay, tổng thống sẽ bị lên án là phản quốc!". Ông Hương đồng ý giữ vàng lại. Sáng ngày 24 tháng 4 (một ngày trước khi ông Thiệu rời Việt Nam), ông Hảo điện cho cố vấn kinh tế đại sứ quán Mỹ Denny Ellerman, nói rằng: tổng thống Trần Văn Hương đã quyết định hoãn vô thời hạn việc chuyển vàng ra khỏi Việt Nam, cho đến khi một chính phủ mới được thành lập.
Đại sứ Martin bất ngờ trước tin này, nhưng ông không cố gắng thuyết phục tổng thống Hương hủy bỏ lệnh ấy mà quyết định tạm để vàng ở lại vì nó có thể nâng cao vị thế của chính phủ Việt Nam Cộng hòa khi thương lượng với quân Giải phóng. Ông lệnh cho chiếc máy bay tiếp tục đợi cho đến nửa đêm ngày 27 tháng 4. Trả lời phỏng vấn TS Nguyễn Tiến Hưng ngày 27 tháng 3 năm 1985, Martin kể: "Vào lúc chót, tôi có nghĩ đến việc liên lạc với người bạn cũ ở Thái Lan là tư lệnh không quân Dhawee Chulasapaya. Sau đó, kêu gọi thêm một số thủy quân lục chiến Thái Lan bay qua Sài Gòn để giải phóng số vàng, mang nó đi. Nhưng chỉ nghĩ thế thôi chứ chưa kịp làm gì… Vàng vẫn còn lại ở đó".
Ngày 27 tháng 1 năm 1976, cựu đại sứ Martin đã giải trình trước Quốc hội Mỹ về chuyện 16 tấn vàng:
"...Những sắp xếp tạm thời đã được thực hiện để chuyển số vàng dự trữ của Việt Nam Cộng hòa sang Ngân hàng Bank of International Settlement (BIS) ở Basel bên Thụy Sĩ nhằm có thể làm thế chấp cho một khoản vay mua đạn dược tại châu Âu. Khi tin này lộ ra thì không có cách nào chở vàng đi bằng đường hàng không thương mại được nữa.
"Bởi vậy đã có những sắp xếp tiếp theo để chuyển nó sang tài khoản (của Việt Nam Cộng hòa - NV) tại Ngân hàng Dự trữ liên bang ở New York.
"Chẳng may, đang khi có sự chậm trễ về phía Hoa Kỳ trong việc tìm kiếm nguồn bảo hiểm (cho việc chuyên chở số vàng) thì tổng thống Nguyễn Văn Thiệu đã ra đi. Ông phó thủ tướng (Nguyễn Văn Hảo) và tổng trưởng tài chính đã không xin được phép của tân tổng thống (Trần Văn Hương) để chuyển số vàng này đi...".

## Tiếp quản sau sự kiện 30 tháng 4
Theo phóng sự điều tra của báo Tuổi Trẻ , ngày 2 tháng 5, cựu Phó Thủ tướng Việt Nam Cộng hòa Nguyễn Văn Hảo gặp lãnh đạo Ủy ban quân quản thành phố Sài Gòn - Gia Định, ông trình bày chi tiết về câu chuyện liên quan đến 16 tấn vàng và đề nghị Ủy ban quân quản tiến hành tiếp quản và kiểm kê ngay.
Cũng theo báo Tuổi Trẻ , ông Hoàng Minh Duyệt, chỉ huy phó đơn vị tiếp quản Ngân hàng Quốc gia Việt Nam, nói về những nhân viên bảo vệ ngân hàng của chế độ cũ "đã không rời vị trí vì nhiệm vụ của họ là bảo vệ an toàn kho tiền và vàng dự trữ, không để nó bị xâm nhập, cướp phá giống như nhiều tòa nhà và trụ sở lân cận. Họ giữ vị trí cho đến khi những người lính giải phóng xuất hiện".
Cũng theo báo Tuổi Trẻ, các ông Huỳnh Bửu Sơn, Lê Minh Kiêm là các nhân chứng trực tiếp bàn giao vàng cho chính quyền mới. Đầu tháng 6 năm 1975, Huỳnh Bửu Sơn - người giữ chìa khóa kho vàng và Lê Minh Kiêm - người giữ mã số của các hầm bạc được lệnh của Ban Quân quản Ngân hàng Quốc gia cùng đơn vị tiếp quản tiến hành kiểm kê các kho tiền và vàng của chế độ cũ. Số tiền và vàng nằm trong kho khớp đúng với sổ sách từng chi tiết nhỏ.
Ông Huỳnh Bửu Sơn kể về cuộc kiểm kê kho vàng lần cuối cùng khi bàn giao cho chính quyền mới: Tất cả những thoi vàng đều là vàng nguyên chất, mỗi thoi nặng 12-14 kg, trên mỗi thoi đều có khắc số hiệu và tuổi vàng (thường là 9997, 9998). Các thoi vàng được cất trong những tủ sắt có hai lớp khóa và được đặt trên những kệ bằng thép, mỗi kệ được xếp khoảng năm, sáu thoi vàng. Nhưng qua năm tháng, bị nặng trĩu trước sức nặng của vàng, các kệ thép cũng bị vênh đi.
Các đồng tiền vàng được giữ trong những hộp gỗ đặt trong tủ sắt. Đó là những đồng tiền vàng cổ có nhiều loại, được đúc và phát hành từ thế kỷ XVIII, XIX bởi nhiều quốc gia khác nhau... Ngoài giá trị của vàng nguyên chất, các đồng tiền này còn được tính theo giá trị tiền cổ, gấp nhiều lần giá trị vàng nội tại của nó. Tất cả số vàng thoi và tiền vàng cổ đều được theo dõi chi tiết từng đơn vị, số hiệu, tuổi vàng, số lượng ghi trong một sổ kiểm kê do bộ phận điện toán của ngân hàng theo dõi định kỳ hằng tháng và hằng năm, hoặc bất cứ khi nào có thay đổi xuất nhập tồn kho.

## Tin đồn về Nguyễn Văn Thiệu
Từ đầu tháng 4 năm 1975, khi Nguyễn Văn Thiệu vẫn còn tại vị, một số tờ báo phương Tây đã bắt đầu đăng tải tin về kế hoạch chuyển 16 tấn vàng ra nước ngoài với sự ám chỉ về một âm mưu chiếm đoạt của ông. Báo chí Việt Nam Cộng hòa cũng đưa tin về sự kiện này. Tuy có báo đăng tuyên bố cải chính của chính phủ Việt Nam Cộng hòa, nhưng sau khi ông Thiệu đã ra đi, ngày 28 tháng 4, báo "Độc Lập" khác của Việt Nam Cộng hòa đăng một bản tin về chuyến ra đi của ông Nguyễn Văn Thiệu với chi tiết: "Tin Reuters ghi nhận liền sau khi đoàn người Nguyễn Văn Thiệu cùng tùy tùng xuống phi cơ và được đưa vào phòng khách danh dự, một số hàng hơn 10 tấn cũng đã được cất xuống theo". Các tờ báo này viết tường thuật nói ông Thiệu đã bỏ trốn với một số lượng vàng lớn lấy đi từ ngân khố của chính phủ Việt Nam Cộng hòa..
Dựa trên thông tin đọc từ báo chí nước ngoài, trong hồi ký "Đại thắng mùa xuân", Đại tướng Văn Tiến Dũng cũng cho rằng Nguyễn Văn Thiệu đã mang 16 tấn vàng ra khỏi Việt Nam.
Theo báo Tuổi Trẻ, "có quá ít tài liệu trong nước đề cập một cách chính xác và đầy đủ về chuyện này sau năm 1975", cũng theo tờ báo này, "Trong một cuốn sách khá nổi tiếng đã được tái bản khá nhiều lần trong hơn 20 năm qua (ở Việt Nam), người ta đọc được một đoạn "có vẻ chắc chắn" như sau: "Thiệu và Khiêm đáp máy bay rời Sài Gòn sang Đài Loan, nơi anh ruột của Thiệu đang còn làm đại sứ (tức ông Nguyễn Văn Kiểu). Thiệu mang theo năm vali chứa đầy đôla. Trước đó, Thiệu đã mướn một chiếc máy bay chở hành khách cỡ lớn của Mỹ, đưa khỏi Việt Nam 17 tấn vàng bạc, châu báu, tài sản quý mà gia đình y đã vơ vét được sau hai nhiệm kỳ làm tổng thống"".
Theo Luật sư Lê Quang Định, từ sau năm 1975, rất nhiều ấn phẩm trong nước đã thay nhau đổ tội và kết án ông Thiệu trong "vụ án" này với những "bằng chứng" chắc chắn như thể chính các tác giả đều tận mắt trông thấy, dù thực ra tất cả đều chỉ dẫn lại thông tin do các tờ báo phương Tây đưa ra vào thời điểm đó.
Trong nhiều năm sau chiến tranh, những người biết rõ số phận của 16 tấn vàng tại các cơ quan chức năng nhà nước đã không quan tâm đến việc đính chính tin đồn. Sau này, thông tin cải chính được phổ biến rộng rãi qua loạt phóng sự điều tra của báo Tuổi Trẻ. Khi được hỏi tại sao lâu nay Nhà nước Việt Nam không đính chính, ông Lữ Minh Châu, cựu Thống đốc Ngân hàng Nhà nước Việt Nam, trả lời: "Mình biết rất rõ là số vàng đó vẫn còn, đã được kiểm kê cẩn thận và đưa vào tài sản quốc gia, nhưng không đính chính vì đó là tin đồn đăng trên báo chí, có ai đặt câu hỏi chính thức với Nhà nước đâu".
Thực tế, Nhà nước Cộng hòa Xã hội Chủ nghĩa Việt Nam chưa hề đưa ra bất cứ tuyên bố chính thức nào cáo buộc Nguyễn Văn Thiệu chuyển 16 tấn vàng ra nước ngoài. Tất cả những tin đồn về Nguyễn Văn Thiệu và 16 tấn vàng đều xuất phát từ báo chí quốc tế và từ các binh lính, sĩ quan, công chức Việt Nam Cộng hòa bất mãn với ông Thiệu.

### Giải đáp
Sau hơn 30 năm, tháng 12 năm 2005 hồ sơ mật được phép giải mã, chính phủ Anh công bố Hồ sơ Bộ Ngoại giao trong đó có phần nói về chuyện Nguyễn Văn Thiệu chuyển sang sống tại khu ngoại ô của Luân Đôn như thế nào. Tuy nhiên, hồ sơ này không nói đến số vàng nào được ông Thiệu mang tới Anh.
Trả lời phỏng vấn BBC ngày 29 Tháng 12 năm 2005, Cựu Tổng trưởng Kế hoạch Nguyễn Tiến Hưng nói rằng số tiền vàng này chưa mang ra khỏi Việt Nam, nhưng ông không phải là nhân chứng của vụ việc nên không rõ chi tiết. Nhiều người đặt câu hỏi về việc ông Thiệu có mang vàng ra ngoài hay không và nếu không thì số vàng giờ ở đâu.
Trong loạt phóng sự điều tra được đăng từ ngày 26 tháng 04 năm 2006, báo Tuổi Trẻ đã phỏng vấn các nhân chứng trực tiếp liên quan đến 16 tấn vàng, làm rõ rằng ông Nguyễn Văn Thiệu chưa mang số vàng này ra nước ngoài. Tuy nhiên, ông đã qua đời từ trước đó, vào năm 2001. Theo ông Huỳnh Bửu Sơn, người giữ chìa khóa kho vàng và là thành viên ban lãnh đạo Nha Phát hành Ngân hàng Quốc gia thời điểm tháng 4 năm 1975, thì số lượng tiền vàng kiểm kê đều khớp với sổ sách tới từng chi tiết nhỏ.
Về việc giải đáp tin đồn Nguyễn Văn Thiệu chuyển 16 tấn vàng ra nước ngoài, Luật sư Lê Công Định viết: " Tìm ra tận cùng của sự thật, báo Tuổi Trẻ đã làm được một việc thiện xét từ góc độ lương tri".

### Tài sản cá nhân của Nguyễn Văn Thiệu
Việc ông Nguyễn Văn Thiệu không chuyển kịp 16 tấn vàng ra nước ngoài đã được giải đáp. Tuy nhiên, vẫn còn lời kể của những nhân chứng về các va-ly hành lý cá nhân mà ông mang theo khi rời Việt Nam vào đêm ngày 25/4. Theo đó, các vali này có chứa hàng chục kg vàng, trị giá nhiều triệu USD, là tài sản mà ông Thiệu thu được khi làm Tổng thống. Khi đó, Nguyễn Văn Thiệu rời khỏi Sài Gòn trong một chiếc Mercedes bịt kín, do một đoàn xe CIA hộ tống dưới quyền chỉ huy của Frank Snepp (Theo CF George J. Church, “Saigon: The final 10 days”, Time Magazine, 4/24/1995), ra phi trường, có đại sứ Martin đứng chờ, để đi Đài Loan trên chiếc máy bay C-130 sơn đen. Theo lời kể của Frank Snepp, những sĩ quan đi cùng đoàn với Nguyễn Văn Thiệu xách xuống mấy chiếc vali có vẻ rất nặng, họ đề nghị Frank Sneep mở cốp sau, để họ chất vali vào. Theo Frank Snepp, thì "khi họ đặt vali xuống, có tiếng kim loại va vào nhau". Morley Safer, nhân viên CIA có mặt trong chuyến bay, cũng xác nhận rằng "những vali đó chứa đầy một thứ kim loại nặng"
Theo Gabriel Kolko thì khi rời Việt Nam vào đêm ngày 25 tháng 4, ông Thiệu có mang theo "Hai va-li lớn đầy vàng”.

## Thông tin thêm

### Bảng kê thoi vàng đựng trong các tủ sắt
| Hầm số 3 Tủ số 40: 82 thoi Tủ số 41: 80 thoi Tủ số 42: 80 thoi Tủ số 43: 80 thoi Tủ số 44: 80 thoi Tủ số 45: 80 thoi Tủ số 46: 80 thoi Tủ số 47: 73 thoi 633 thoi | Hầm số 6 Tủ số 202: 35 thoi Tủ số 203: 80 thoi Tủ số 204: 80 thoi Tủ số 205: 80 thoi Tủ số 206: 79 thoi Tủ số 207: 89 thoi Tủ số 215: 88 thoi Tủ số 216: 70 thoi 601 thoi | Tổng cộng: 1.234 thoi vàng (Nguồn: Nha Phát hành, tháng 4-1975) |

### 5,7 tấn vàng gửi tại ngân hàng Thụy Sĩ
Vàng của Việt Nam Cộng hòa để lại có hai nguồn. Thứ nhất là nguồn trong nước với 16 tấn vàng dự trữ ở tầng hầm Ngân hàng Quốc gia Việt Nam. Thứ hai là 5,7 tấn vàng do Việt Nam Cộng hòa ký gửi ở ngân hàng Bank fur Internationnalen Zahlung Sausgleih ở Thụy Sĩ.  Sau đó 5,7 tấn vàng được đưa về ngân hàng quốc gia Tiệp Khắc an toàn. Số vàng này được Việt Nam nhờ Tiệp Khắc bán để lấy ngoại tệ.